# Partecosta fuscocincta
Partecosta fuscocincta é uma espécie de gastrópode do gênero Partecosta, pertencente a família Terebridae.